# 百田藤兵衛
百田 藤兵衛（ももた とうべえ）は、戦国時代から安土桃山時代にかけての武士。

## 略歴
百田氏は伊賀国長田の豪族。伊賀十二人衆の一人。
天正伊賀の乱で、織田氏の侵攻軍に対して徹底抗戦を主張した。長田比自山城に籠る（比自山城の戦い）。戦況が悪化し個々に戦うを不利と見て、他の砦から一揆勢を比自山城に集めて交戦した。その際、一揆勢が織田方へ寝返った耳須弥次郎を見つけて討ち取っている。
城の長田丸を守備し、筒井順慶軍を忍者隊で翻弄するが、織田軍本体との合流を恐れて柏原城に撤退した。